# Fukui (Fukui)
Fukui (福井市; Fukui-ši) je hlavní město japonské prefektury Fukui v regionu Čúbu na ostrově Honšú. Město leží na pobřeží Japonského moře, na sever od jezera Biwa.
V roce 2009 mělo město 267 428 obyvatel a hustotu osídlení 499 ob./km². Celková rozloha města je 536,17 km².
Město bylo založeno 1. dubna 1889.
Fukui-ši bylo v roce 1945 silně poškozeno spojeneckými nálety a v roce 1948 zničeno velkým zemětřesením. Město bylo ale opět vybudováno a za svůj symbol si zvolilo ptáka fénixe – ptáka, který se rodí ze svého vlastního popela.

## Partnerská města
- Fullerton, Kalifornie, USA
- New Brunswick, New Jersey, USA
- Chang-čou, Če-ťiang, Čína
- Winsen (Luhe), Německo
- Suwon, Gyeonggi-do, Jižní Korea